# Jerney János
Mérlaki Jerney János (Dorozsma, 1800. május 12. – Pest, 1855. december 24.) őstörténész, nyelvtörténész, utazó, jogász, a Magyar Tudós Társaság tagja (levelező 1837, rendes 1838). A magyarság őstörténetét kutatva 1844–45-ben kelet-európai utazást tett a Fekete-tenger mellékén, amelynek eredményeként megállapította Levédia és Etelköz feltételezett helyét, valamint a magyarság párthus eredetét, a török népekkel való etnikai-nyelvi rokonságát. Következtetései jelentős részét napjaink tudományos közélete nem fogadja el bizonyítottnak.

## Életútja
Nemesi családban született a család Szeged melletti, dorozsmai birtokán, id. Jerney János és Kiss Borbála gyermekeként. Elemi iskolai tanulmányait Dorozsmán, a gimnáziumot 1810–14-ben Szegeden a piaristáknál végezte. 1816–17-ben a pesti egyetemen hallgatott bölcsészetet, majd 1818–19-ben a pozsonyi jogakadémián tanult kereskedelmi, magán- és büntetőjogot, valamint államtudományt. 1819-től joggyakornokként dolgozott Heves vármegyében, 1820-tól ítélőtáblai hites jegyző volt, ügyvédi oklevelét végül 1821. december 20-án szerezte meg. 1822-ben – miután sikertelenül folyamodott a Jászkun kerület alügyészi tisztségéért – történeti érdeklődésének engedve beiratkozott a Bécsi Egyetemre, ahol betekintést nyert a keleti nyelvekbe és irodalmakba. 1825-ben végül kinevezték a Jászkun Kerület tiszteletbeli alügyészévé, így Kiskunfélegyházára költözött, hogy hivatalát elláthassa.
Hogy nagyszabású tervének, a magyarság ősi vándorlása során útba ejtett helyeket felkereső utazásnak támogatókat tudjon szerezni, s az útra a nemzetközi szakirodalomból is felkészülhessen, 1837-ben Pestre költözött. Végül 1844 áprilisában indult útnak a magyar őshazák, Levédia és Etelköz felkutatására. Egy évig tartó útja során bejárta Besszarábiát, a Fekete- és az Azovi-tenger mellékét, a Krím-félszigetet és a Don mellékét, útban hazafelé pedig hosszabb vizsgálódást végzett a moldvai csángók között. 1845 áprilisában tért haza, s előbb dorozsmai birtokán, majd annak eladását követően Pesten dolgozta fel úti jegyzeteit. 1848–49-ben az Országos Statisztikai Hivatal tisztviselője volt. Ezt követően visszavonultan élt, 1854-ben támadt szembetegsége kutatómunkáját is ellehetetlenítette, s végül agyvérzésben halt meg 1855-ben, ötvenöt éves korában.

## Munkássága
A magyarság őstörténetének régmúltba vesző kérdései már pesti és pozsonyi diákévei alatt foglalkoztatták, s az 1820-as évek elejétől egyre több időt és munkát szentelt történeti érdeklődése kielégítésére. Tudományos módszereire és múltszemléletére a legnagyobb hatással Horvát István munkássága, majd az 1830-as években jó barátjává lett Horváth Mihállyal folytatott eszmecserék voltak. Kutatásai középpontjában elsősorban a magyarok, valamint a Kárpát-medence részben törökségi eredetű vagy izmaelita népeinek – kunok, besenyők, palócok stb. – etnogenezise és nyelve, valamint a köztük feltárható kapcsolódási pontok álltak. A Marczibányi-alapítvány 1825. évi pályázatára beadott, a kun és az ómagyar nyelv közötti rokonságot taglaló, Vizsgálódások a régi kún nemzet nyelvéről című munkájával első díjat nyert. Eleinte könyvtári és levéltári kutatásokat végzett a Jászkun Kerületben, Bécsben és Pesten, az 1830-as évektől pedig Közép-Ázsiára és a keleti népekre vonatkozó, kiterjedt történeti és nyelvészeti tanulmányokat folytatott a nemzetközi – főleg a német és francia – szakirodalom alapján.
Jerney nagyszabású terve az 1830-as évek végén bontakozott ki, amelyben azt tűzte ki céljául, hogy felkeresi mindazokat a helyeket, amelyeket a korai századokban Kelet-Európa déli vidékein keresztülvándorló magyarság útba ejthetett. A Magyar Tudós Társaság 1841. szeptember 3-i igazgatósági ülésén a magyarság keleti elemeinek felkutatására fordítandó, 1500 talléros alapítványt tett. Az összeg felhasználásának és a kutatóút megtételének elsőségi jogát ugyanakkor magának tartotta fenn. Végül 1844. április 23-án indult el Pestről. Júniusban Besszarábiában (a mai Moldova területén) Szent László legendabeli templomának nyomait kutatta, majd július 1-jén a Dnyeszteren átkelve megérkezett a Fekete-tengert északról övező Tengermellék vidékére. Az Azovi-tenger partján, a Donyec-medence déli peremén álló Taganrog városából írt augusztus 1-jei jelentésében számot adott az egykori magyaroknak otthont adó Levédia (Lebediás) és ősmagyarnak vélt kőszobrok felfedezéséről. Ez utóbbiakból többet saját költségen hazaszállíttatott és a Magyar Nemzeti Múzeumnak adományozott, eredetük ma sem tisztázott. Ezt követően délnyugat felé vette az irányt és a Krím-félszigeten utazgatott. Tervei szerint útját a kaukázusi Tbiliszi felé folytatta volna, de végül 1844. augusztus végén visszatért Besszarábia és Moldva vidékére. Jászvásáron rendezkedett be, és előkészítette a szükséges kutatások, régészeti ásatások terveit. Úgy vélte, hogy Moldva vidékén keresendő a tulajdonképpeni Etelköz, s az egykor ott élő, a magyarokkal rokon népek maradékai a moldvai csángók. Forrófalván ismeretlen feliratú követ talált, amelyet ő mint szkíta nyelvemléket hozott a magyar tudományos közélet tudomására. 1845. március 28-án felhagyott moldvai kutatásaival, és április 23-án érkezett haza Pestre.

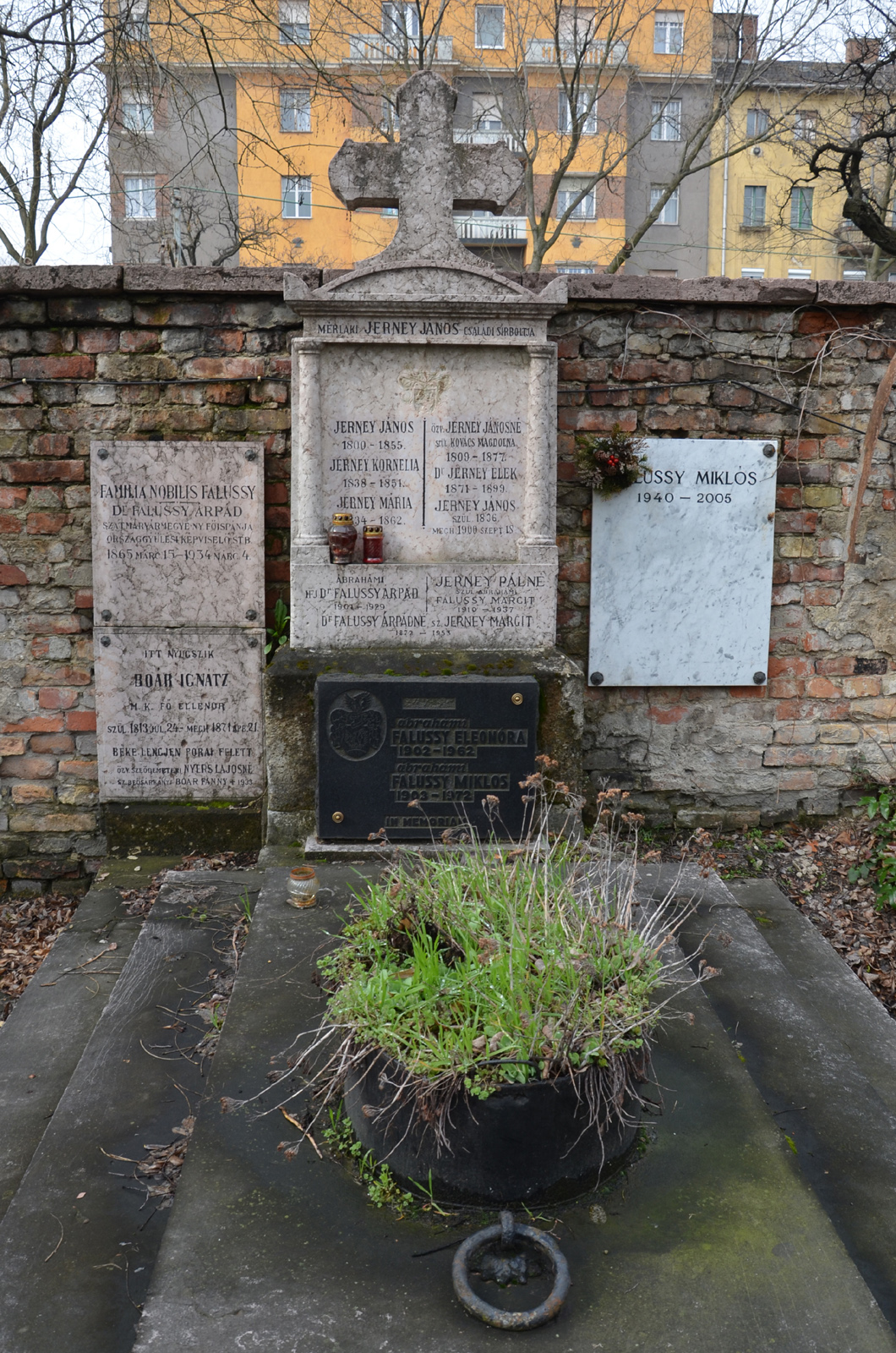
Jerney János sírja a Kerepesi úti temetőben

A végül 1851-ben két kötetben megjelent úti beszámolójában tette közzé kutatási eredményeit. Egyfelől a magyarokat említő korai – többnyire bizánci – forrásokban előforduló helynevek és az általa bejárt területek földrajzi neveinek egyezése (Khidmas = Kodima, Khingilus = Ingul) alapján megállapította Levédia (Donyec-medence) és Etelköz (Moldva) feltételezhető helyét. Az utókor értékelése szerint az egyes középkori bizánci és recens orosz földrajzi nevek nyelvtörténeti egyeztetése ugyan megalapozott, de ez történeti szempontból Levédia földrajzi azonosítását nem teszi bizonyítottá. Emellett a későbbi kutatások fényében Etelköz valószínűsíthető helye Moldvától jóval keletebbre, nagyjából a Krím északi előterében, a Dnyeper folyásánál, azaz nem Moldvában található. Jerney mindemellett több száz további „magyar eredetű” helynevet írt le utazásai helyszínéről, a moldvai csángókat pedig  magyarokkal rokon honfoglaláskori csoportok leszármazottainak tartotta. Végső következtetésként megállapította a magyar, illetve a besenyő, kazár, kun, palóc stb. népek rokonságát és egykori egynyelvűségét, emellett a magyarság párthus származása mellett tört lándzsát. Ez utóbbi eredményeit napjaink tudományos közfelfogása nem ismeri el tudományosan megalapozott következtetéseknek.
Utolsó éveit diplomatikai és szfragisztikai kutatásainak szentelte: magángyűjteménye több mint négyezer régi oklevélből állt, és ezek nyelv-, művelődés- és egyháztörténeti szempontú elemzésével foglalkozott.

## Társasági tagságai és elismerései
Őstörténeti publikációi, eredményei elismeréseként a Magyar Tudós Társaság még dél-oroszországi útja előtt, 1837-ben levelező, 1838-ban pedig rendes tagjává választotta.

## Emlékezete
Zuglóban és Szeged-Kiskundorozsmán utca viseli a nevét. Utóbbiban általános iskola is.

## Főbb művei
- Gondolatok a jászkürtről, ahhoz hasonló több kürtök ösmertetésével, Szeged, 1827
- Szeged városában lévő esztendő-számi régi felírásnak magyarázata, Szeged, 1829 Online
- Világosítás, Ásiában a Kaukaszus hegyén lakozó avarok és kúnságiak nyelvének magyartalansága eránt; a kaukaszusi népek rövid által-nézésével, Szeged, 1829 Online
- A magyarhoni besenyőkről, Pest, 1839
- A magyarországi izmjaelitákról, mint volgai bulgárok és magyar nyelvű népfelekezetről, Buda, 1845
- Jerney János keleti utazása a magyarok őshelyeinek kinyomozása végett 1844 és 1845, I–II. köt., Pest, 1851
- Magyar nyelvkincsek Árpádék korszakából, I–II. köt., Pest, 1854
- A palócz nemzet és palócz krónika, orosz és lengyel évkönyvek nyomán, Pest, 1854
- A magyarországi káptalanok és conventek mint hitelmes és hiteles helyek története, Pest, 1855

## További irodalom
- Péter László, Jerney János, Szeged, 1988
- Gyárfás István: Jerney János emlékezete Gyárfás István levelező tagtól: Olvastatott a M. T. Akadémia 1883. június 18. tartott osztály ülésén. Budapest: MTA. 1883.   1–36. o. = Az MTA Elhunyt Tagjai Fölött Tartott Emlékbeszédek, I/9,  Hozzáférés: 2021. december 21.